# Station Hildesheim Ost
Station Hildesheim Ost (Haltepunkt Hildesheim Ost) is een spoorwegstation in de Duitse plaats Hildesheim, in de deelstaat Nedersaksen. Het station ligt aan de spoorlijn Hildesheim - Goslar.

## Geschiedenis
Begin jaren 1870 werd het station gebouwd door de Hannover-Altenbekener Eisenbahn-Gesellschaft (HAE) met de naam Bahnhof am Friesentore, later vernoemd naar de spoorwegmaatschappij Altenbekener Bahnhof. De eerste goederentrein verliet het station op 19 mei en het eerste reizigerstrein op 30 juni 1875 met een snelheid van 30 km/h. Het station was nodig, omdat de HAE het staatsstation (huidige Hauptbahnhof) niet gebruiken mocht.
In 1880 volgde de nationalisering van de HAE. Nadat de treinen vanaf 20 mei 1880 het Hauptbahnhof kunnen gebruiken, werd het station opgeheven en alle gebouwen, behalve de goederenloodsen, afgebroken. Het stationsgebouw werd in Bad Lauterberg im Harz herbouwd. Na aanhoudende protesten van de inwoners en een geldinzamelingsactie, die 12.000 Mark opbracht, stelde de gemeente Hildesheim naast een bijdrage van 3.000 Mark de bouwgrond voor heropbouw beschikbaar. Het nieuwe station werd in de vroegere goederenloods van het oude station op 1 mei 1893 geopend. In 1878 vestigde een moutfabriek op het terrein van de huidige seniorenflat aan de straat Immengarten, in 1897 kreeg de kolenhandelaar Glückauf op de hoek van de Immengarten/Gravelottestraße een eigen spooraansluiting. In de Tweede Wereldoorlog werd het ooststation op 22 februari 1945 door bommen getroffen en daarbij licht beschadigd. Tot 1963 had het station een eigen stationsboekhandel. In 1967 werd een nieuw stationsgebouw opgericht, in 1978 werd hierin het toen modernste seinhuis van Hildesheim ondergebracht.
In 1988 volgde de demontage van oude wissels en opstelsporen. Het ooststation is tegenwoordig een halte (station zonder wissels). Vervolgens werd het eilandperron door twee zijperrons vervangen en door een voetgangersbrug verbonden, wat de lange tijd handmatig bediende overweg tussen beide doorgangsporen overbodig maakte; hier kwam een kaartenautomaat te staan. De door de sloop van het stationsgebouw in 1990 ontstaand gat is opgevuld met een appartementencomplex.
De reizigersvereniging PRO BAHN heeft de verlenging van de S4 naar Hildesheim Ost in 2012 ter tafel gebracht.

## Indeling
Het station heeft twee zijperrons, welke niet zijn overkapt maar voorzien van abri's. De perrons zijn met elkaar verbonden via een voetgangersbrug aan de noordoostzijde van de perrons. Het station is te bereiken vanaf de straat Immengarten in het westen en de straat Am Kreuzfeld in het oosten. In beide straten bevindt zich een bushalte, namelijk "Ostbahnhof" aan de straat Immengarten en "Mendelssohnstraße" in de straat Am Kreuzfeld. Aan deze kant bevindt zich ook het parkeerterrein van het station.

## Verbindingen
De volgende treinseries doen het station Hildesheim Ost aan:
| Serie | Treinsoort                  | Route                                                                                          | Bijzonderheden |
| ----- | --------------------------- | ---------------------------------------------------------------------------------------------- | -------------- |
| RE 10 | Regional-Express (Erixx)    | Hannover Hbf – Hildesheim Hbf – Hildesheim Ost – Salzgitter-Ringelheim – Goslar – Bad Harzburg |                |
| RB 79 | Regionalbahn (NordWestBahn) | Hildesheim Hbf – Hildesheim Ost – Bodenburg                                                    |                |